# Senhorio de Schellenberg
O senhorio de Schellenberg (em alemão:  Herrschaft Schellenberg) foi um estado histórico do Sacro Império Romano-Germânico, agora localizado no Principado de Liechtenstein. Sua capital era a atual cidade de Schellenberg.

## Geografia
Localizada ao norte do Condado de Vaduz, sua área corresponde ao atual distrito eleitoral de Unterland (em alemão:  Wahlkreis Unterland) O território incluía os atuais municípios de Eschen, Gamprin, Mauren, Ruggell e Schellenberg.

## História
O senhorio foi constituído no século IX por Carlos Magno, e adquirido aos Condes de Vaduz em 1437, tornando-se de facto uma dependência unida ao Condado de Vaduz. Após a Guerra dos Suabos em 1499, ambos ficaram sob a suserania austríaca. Diferentes dinastias de condes os compraram e venderam, até sua compra em 1699 por Hans-Adam I, Príncipe de Liechtenstein, por 115.000 florins; ele havia recebido o status principesco em 1706, mas precisava adquirir um território com imediatismo imperial para votar na Dieta do Império. Em 1712, a dinastia de Liechtenstein também comprou o condado vizinho de Vaduz, por 290.000 florins. O Sacro Imperador Romano Carlos VI, formalmente uniu Vaduz e Schellenberg em 1719 como o Principado de Liechtenstein.